# Orlando Zapata
Orlando Zapata Tamayo (* 15. Mai 1967 in Santiago de Cuba; † 23. Februar 2010 in Havanna) war ein kubanischer Dissident, dessen Tod nach einem Hungerstreik als politischer Gefangener weltweites Aufsehen erregte.

## Leben
Zapata, von Beruf Maurer und Klempner, war Mitglied der Oppositionsgruppe Republikanische Alternative und Gründer der Carlos-Manuel-de-Céspedes-Freiheitsbewegung in Las Tunas. Außerdem beteiligte er sich an der Sammlung von Unterschriften für das von Oswaldo Payá initiierte Proyecto Varela, einer Petition für Gesetzesreformen zur konkreten Garantie von Grundrechten.
Nach der Inhaftierung im Zusammenhang mit dem Schwarzer Frühling genannten Vorgehen gegen Oppositionsgruppen im März 2003, bei dem etwa 75 weitere Dissidenten in Schnellverfahren bereits bis April 2003 zu hohen Haftstrafen verurteilt wurden, wurde Zapata von Amnesty International als politischer Häftling eingestuft. Zunächst wurde er im Mai 2004 wegen „mangelnder Achtung vor der Person Fidel Castros“, „Störung der öffentlichen Ordnung“ und „Widerstand“ zu einer dreijährigen Freiheitsstrafe verurteilt. Im November 2005 wurde die Strafe von einem Gericht wegen „ungebührlichen Verhaltens“ und „Widerstands“ im Gefängnis auf 15 Jahre erhöht. In mehreren Verfahren bis 2009 erhielt Zapata zusätzliche Erhöhungen, womit sich die Gesamtstrafe auf 36 Jahre Gefängnis belief.
Um gegen die Gefängnisbedingungen zu protestieren, begann Zapata einen Hungerstreik und verweigerte die Nahrungsaufnahme. Noch in der Vorwoche seines Todes gab die Familie Zapatas bekannt, dass er ernsthaft erkrankt sei. Zapata wurde aus einem kleineren Krankenhaus in der mittelkubanischen Provinz Camagüey nach Havanna verbracht, nachdem sich am 22. Februar sein Zustand verschlechtert hatte. Er verstarb am Folgetag nach 85-tägigem Hungerstreik im Hermanos-Ameijeiras-Krankenhaus.

## Reaktionen
Die Mutter Zapatas, Reina Tamayo, bezichtigte die kubanischen Behörden daraufhin des Mordes an ihrem Sohn zwecks Beendigung dessen Kampfes für die Menschenrechte und sagte, dass er während seiner Gefängniszeit gefoltert worden sei. Nach Informationen der Internationalen Gesellschaft für Menschenrechte musste er im Gefängnis Schläge und Folter ertragen.
Mit dem Tod Zapatas starb nach dem Dichter und Studentenführer Pedro Luis Boitel († 1972) ein weiterer kubanischer Aktivist durch Hungerstreik aus Protest gegen das Regime. Nach Angaben der verbotenen, jedoch geduldeten „Kubanischen Kommission für Menschenrechte und Nationale Versöhnung“ (Comision Cubana de Derechos Humanos y Reconciliacion Nacional, CCDHRN) waren zum Zeitpunkt des Todes Zapatas noch etwa 200 politische Gefangene in Kuba inhaftiert. Dies war etwa ein Drittel weniger als zum Zeitpunkt der Machtübernahme Raúl Castros von seinem Bruder Fidel. Nach Informationen des Dissidenten Óscar Espinosa Chepe hat sich die Repression weiter verschärft, der Unterdrückungsapparat ist nach Human Rights Watch unverändert.
Orlando Zapata wurde in seinem Heimatort Banes im Osten Kubas beigesetzt. Ein Trauermarsch wurde von der Polizei verboten. Ein Großaufgebot von Polizei und Staatssicherheit sollte die Teilnahme von oppositionellen Aktivisten verhindern. 126 Personen wurden festgenommen, darunter die Regimekritikerin und Bloggerin Yoani Sánchez.
Zapatas Mutter, Reina Luisa Tamayo, die zur von Angehörigen politischer Häftlinge gegründeten Gruppe Damas de Blanco gehört, setzte ihre öffentlichen Proteste gegen die kubanische Regierung auch nach der Beerdigung ihres Sohns fort, wurde häufig von internationalen Medien interviewt und wurde so zur prominentesten Regierungsgegnerin im Osten Kubas. Amnesty International protestierte 2010 und 2011 mehrmals gegen „Schikanen und Einschüchterungsversuche“ wie kurzzeitige Verhaftungen, denen Tamayo, ihr Ehemann und andere Vertraute ausgesetzt waren. Im Juni 2011 reiste sie gemeinsam mit weiteren zwölf Angehörigen und Zapatas Asche von Kuba in die Vereinigten Staaten aus, um sich dort dauerhaft niederzulassen und ihre Oppositionsaktivitäten von dort fortzusetzen.
Im Juli 2012 beschloss das Kommunalparlament der spanischen Landeshauptstadt Madrid, den bisherigen Santa-Marca-Park im nördlichen Stadtbezirk Chamartín zu Ehren des Verstorbenen in Orlando-Zapata-Park umzubenennen.